# 龙胆紫 (组合)
龙胆紫（英語：Purple Soul），北京地下说唱团体，成立于2011年，由贾伟（JahJahWay）、冯笑（Fac-D12）、杰子（Southside Samurai）三人组成。其作品以北京方言、地下和旧学派风格为特色，也因歌词而在中国大陆受到限制。

## 历史
龙胆紫由贾伟（JahJahWay）、冯笑（Fac-D12）、杰子（Southside Samurai）三人于2011年成立，隶属Undaloop厂牌。根据团队自述，“龙胆紫”一名寓意“治愈”：“紫药水就是龙胆紫这花儿做的，然后我们就取这个名字，寓意就是‘治愈’，用音乐治愈人心里的问题”。
贾伟从初三便辍学，之后上过班，开过服装店，跟“老外”在三里屯玩过朋克。2007年，贾伟与陈昊然（ijapa）和孟国栋（crazyman）成立地下说唱团体阴三儿。2008年初，贾伟加入摇滚乐队The Molds，担任鼓手。冯笑是龙胆紫团队内的rapper兼制作人，擅长制作beat。其从初中便开始尝试写嘻哈歌曲，艺名Fac-D12的“Fac”为其当时英文名“Franc”的缩写，“D12”取自其小时候住的地方“德宝12号楼”。冯笑起初并不知道阴三儿，后在朋友那里听到了阴三儿的专辑，又去观看了阴三儿的演出。此后冯笑在网上发歌，其歌曲机缘巧合下被阴三儿听到。阴三儿团队中的孟国栋打电话联系了冯笑并表达了赏识，至此冯笑结识了阴三儿，成为了朋友。
2011年，Undaloop厂牌和龙胆紫成立。“龙胆紫”组合的企划最初由贾伟和杰子参与，二人均为In3 Family成员，一直有另组一个团体的想法，而龙胆紫首张专辑中的部分歌曲也是仅由二人完成。冯笑加入In3 Family后，二人询问冯笑是否有意愿加入，此后三人便一起参与该企划。
2013年5月，龙胆紫发布了首张专辑《W.T.F》，延续了阴三儿和北京说唱乐的传统与风格。
2015年8月10日，阴三儿所演唱的17首歌曲被中华人民共和国文化部指其涉及宣扬淫秽、暴力、教唆犯罪或者危害社会公德的内容，遭到下架，阴三儿团队也被禁止进行任何演出。同年，贾伟和部分Undaloop成员以涉嫌吸食大麻的罪名被逮捕，其中陈昊然与贾伟在拘留五天后被无罪释放，而判刑最久者的刑期达几年之久。警察向阴三儿透露，他们被捕的真实原因是歌词内容。截至2020年，他们每年至少需要向警方报到五次。
2018年8月，龙胆紫发布了第二张专辑《F.T.W》。该专辑与首专《W.T.F》创作于同一时间，但由于其中一名成员被判入狱三年而无法录制。该成员获释后，团队前往日本录制该专辑。

## 艺术性
龙胆紫的作品常采样经典作品，如早年的港台流行音乐，歌词中有对新生、死亡和生存的思考以及轮回等宗教元素。
贾伟喜欢牙买加雷鬼音乐家巴布·馬利、彼得·托什和美国嘻哈组合Freddie Gibbs & Madlib，并表示自己受美国说唱歌手2Pac和北京说唱组合隐藏的影响，隐藏的专辑《为人民服务》对其影响至今。法国电影（La Haine）对龙胆紫团队影响很大，他们在与潮牌SOULGOODS的跨界合作中向该电影致敬，冯笑创作了同名歌曲La Haine收录在个人专辑《街上的宝剑》中。

## 审查、限制和版权问题
由于歌词问题，龙胆紫的作品无法在中国大陆出版，故在中国大陆无法从商店买到，只能通过特定方式购买。贾伟表示（截至2020年）所有的中国大陆流媒体平台均无龙胆紫音乐的使用许可，这些平台盗版他们的音乐，却从未给他们付过一分钱。他们向这些平台发过律师函，结果石沉大海；欲起诉它们，却在己方律师建议下作罢，因为他们的音乐在中国大陆仍然敏感，若这些平台反诉则有再次被禁的风险。此外，贾伟认为此前他们被捕不单是因为吸食大麻，并称当局无法解释逮捕是否与他们的音乐有关。

## 音乐作品

### 组合作品
专辑
- 《W.T.F》（2013年）
- 《F.T.W》（2018年）

歌曲
- D-Day（2017年）

### 成员作品
专辑
冯笑
- 《坚持到底》（2009年）
- 《街上的宝剑》（2022年）

杰子
- 《顽石点头》（2022年）

歌曲
| 曲名             | 演唱者                                                          | 发行时间 |
| ---------------- | --------------------------------------------------------------- | -------- |
| 在北京（南城版） | 爽子、杰子、超子                                                | 2007年   |
| 放轻松           | Itsogoo佳明（feat. 贾伟、杰子）                                 | 2011年   |
| 天生疯塔儿       | 阴三儿（feat. 冯笑）                                            | 2013年   |
| Connect          | 小欧（feat. Son of Light、Peewee、贾伟、Dekstra Large、Dyosef） | 2015年   |
| 围城             | ChaCha、贾伟                                                    | 2016年   |
| 24/7             | Dirty Moss（feat. 杰子）                                        | 2018年   |
| 5 Min            | Dirty Moss（feat. 冯笑）                                        | 2018年   |
| 死循环           | 杰子                                                            | 2021年   |
| 一刀             | 九维（feat. 杰子）                                              | 2021年   |
| 我的瓷           | 九维（feat. 冯笑、贾伟）                                        | 2021年   |
| 困               | 杰子                                                            | 2022年   |
| 热情与决意       | 杰子                                                            | 2023年   |
| 鹤立鸡群         | 攬佬（feat. 冯笑）                                              | 2024年   |